# Stichting Aarde
Stichting Aarde is een in Utrecht gevestigde stichting die zich inzet voor  ‘duurzame regionale economieën'. 

## Ontstaan
Stichting Aarde werd in 1971 opgericht als een van de eerste Nederlandse milieuorganisaties. Later bekend geworden betrokkenen naast oprichter en huidig bestuurslid Willem Hoogendijk zijn Wouter van Dieren en Hans Achterhuis. Uit de begintijd stamt het schokkende ‘Vruchtwateraffiche' dat suggereerde dat als we (ze) ons vruchtwater zouden moeten bevuilen voor onze (hun) economie we (ze) het zouden doen. Lange tijd sliep de stichting totdat in 1998 gesubsidieerde medewerkers konden worden aangetrokken en de stichting herleefde.

## Regionale economie
De Stichting gaat ervan uit dat een overwegend regionaal georganiseerde economie voordelig is voor mens en milieu. Enkele van de genoemde voordelen zijn:
- De verminderde behoefte aan transport;
- Een grotere betrokkenheid van consumenten bij voedsel- en andere productie;
- Een geringere afhankelijkheid van multinationals;
- Grotere onafhankelijkheid armere regio's;
- Sterkere sociale samenhangen.

## Praktijk
Stichting Aarde verricht veel studie naar een duurzame economie. Tegenwoordig ligt de nadruk toch op praktische hervormingen van de economie. Voorbeelden van projecten zijn:
- Utrecht: 'Lekker Utregs': een in 2004 gestart project om in Utrecht eten en drinken uit de eigen regio te stimuleren.
- Dordrecht: ‘Crabbehof dopt z’n eigen boontjes’: een in 2006 gestart project om in de wijk Crabbehof duurzame en voor de bewoners bedoelde activiteiten op te zetten zoals een fietsenwerkplaats, een hergebruikpoject voor tweedehands kleding, een heerlijke hapjesservice, een buurtbloemen- en moestuin en verdeelpunten voor buurtmaaltijden en overgebleven voedsel.

De Stichting Aarde won verschillende prijzen zoals de tweede prijs van de Samen Sociaalprijs 2006, georganiseerd door de provincie Zuid-Holland, een nominatie voor de Integratieprijs van de Gemeente Dordrecht (2007) en de eerste prijs in het kader van de landelijke Movisie Diversiteitsprijs (2007).